# Масерија Лангоне (Потенца)
Масерија Лангоне (итал. Masseria Langone) је насеље у Италији у округу Потенца, региону Базиликата.
Према процени из 2011. у насељу је живело 9 становника. Насеље се налази на надморској висини од 967 м.